# Grammodes
Genre
Grammodes est un genre de lépidoptères (papillons) nocturnes de la famille des Erebidae.

## Espèces
- Grammodes afrocculta Berio, 1956
- Grammodes arenosa Swinhoe, 1902
- Grammodes bifasciana Petagna, 1738 (syn: Grammodes chalciptera (Borkhausen, 1792), Grammodes linearis (Hübner, 1790), Grammodes paralellaris (Hübner, 1803))
- Grammodes boisdeffrii Oberthür, 1867
- Grammodes buchanani Rothschild, 1921
- Grammodes congenita Walker, 1858
- Grammodes congesta Berio, 1956
- Grammodes cooma Swinhoe, 1900
- Grammodes diagarmma Lower, 1903
- Grammodes euclidioides Guenée, 1852 (syn: Grammodes dubitans (Walker, 1858), Grammodes postfumida (Wiltshire, 1970))
- Grammodes geometrica (Fabricius, 1775)
- Grammodes justa Walker, 1858
- Grammodes latifera Walker, 1870
- Grammodes marwitzi Gaede, 1914
- Grammodes microgonia (Hampson, 1910)
- Grammodes monodonta Berio, 1956 (syn: Grammodes somaliensis Berio, 1956)
- Grammodes netta Holland, 1897
- Grammodes occulta Berio, 1956 (syn: Grammodes samosira Kobes, 1985)
- Grammodes ocellata Tepper, 1890
- Grammodes oculata Snellen, 1880
- Grammodes oculicola Walker, 1858
- Grammodes paerambar Brandt, 1939
- Grammodes pulcherrima Lucas, 1892
- Grammodes quaesita Swinhoe, 1901
- Grammodes stolida – Fabricius, 1775